# 204 v.Chr.
Het jaar 204 v.Chr. is een jaartal volgens de christelijke jaartelling. 

## Gebeurtenissen

### Italië
- Marcus Cornelius Cethegus en Publius Sempronius Tuditanus zijn consul in het Imperium Romanum.
- In Rome verbiedt de Senaat in de Romeinse wet Lex Cincia, advocaten om beloningen of schenkingen te accepteren voor verleende diensten.
- De Phrygische moedergodin Cybele, gepersonifieerd door een zwarte steen, wordt overgebracht naar Rome en daar in een tempel op de Palatijn

geplaatst. Hiermee wordt de profetie vervuld dat als de grote moeder naar Rome zal komen, de oorlog met Hannibal gewonnen zal worden. 
- Marcus Porcius Cato Censorius maior wordt als quaestor naar Cilicië gestuurd.
- Slag bij Crotona: De Romeinen verjagen in Zuid-Italië het Carthaagse leger bij Crotone. Na de veldslag wordt Hannibal Barkas teruggeroepen naar Carthago.

### Afrika
Carthago
- In de lente verzameld Publius Cornelius Scipio Africanus op Sicilië een Romeins expeditieleger (± 30.000 man) en landt met de Romeinse vloot (40 oorlogs- en 400 transportschepen) in Noord-Afrika, bij de Golf van Tunis.
- Het Romeinse leger onder Scipio Africanus belegert de Carthaagse stad Utica (Tunesië), koning Massinissa loopt over en sluit zich met de Numidische lichte cavalerie bij hem aan.
- De Numidiërs stichten met Griekse hulp Kirhan als nieuwe hoofdstad.

Egypte
- Arsinoë III wordt door paleisintriges in Alexandrië vermoord, eerste minister Sosibius neemt het bewind in Egypte over en begeleidt als regent de jonge farao Ptolemaeus V Epiphanes.

## Geboren
- Cleopatra I (~204 v.Chr. - ~176 v.Chr.), koningin van Egypte

## Overleden
- Arsinoë III (~246 v.Chr. - ~204 v.Chr.), koningin van Egypte (42)
- Lucius Livius Andronicus (~284 v.Chr. - ~204 v.Chr.), Latijnse dichter (80)